# Џеферсон (Мериленд)
Џеферсон (енгл. Jefferson) насељено је место без административног статуса у америчкој савезној држави Мериленд.

## Демографија
По попису из 2010. године број становника је 2.111.
| Група             | 2000.    | 2010.         |
| Белци             | 0 (0,0%) | 1.945 (92,1%) |
| Афроамериканци    | 0 (0,0%) | 46 (2,2%)     |
| Азијати           | 0 (0,0%) | 43 (2,0%)     |
| Хиспаноамериканци | 0 (0,0%) | 46 (2,2%)     |
| Укупно            | 0        | 2.111         |